# Kissling Motorsport

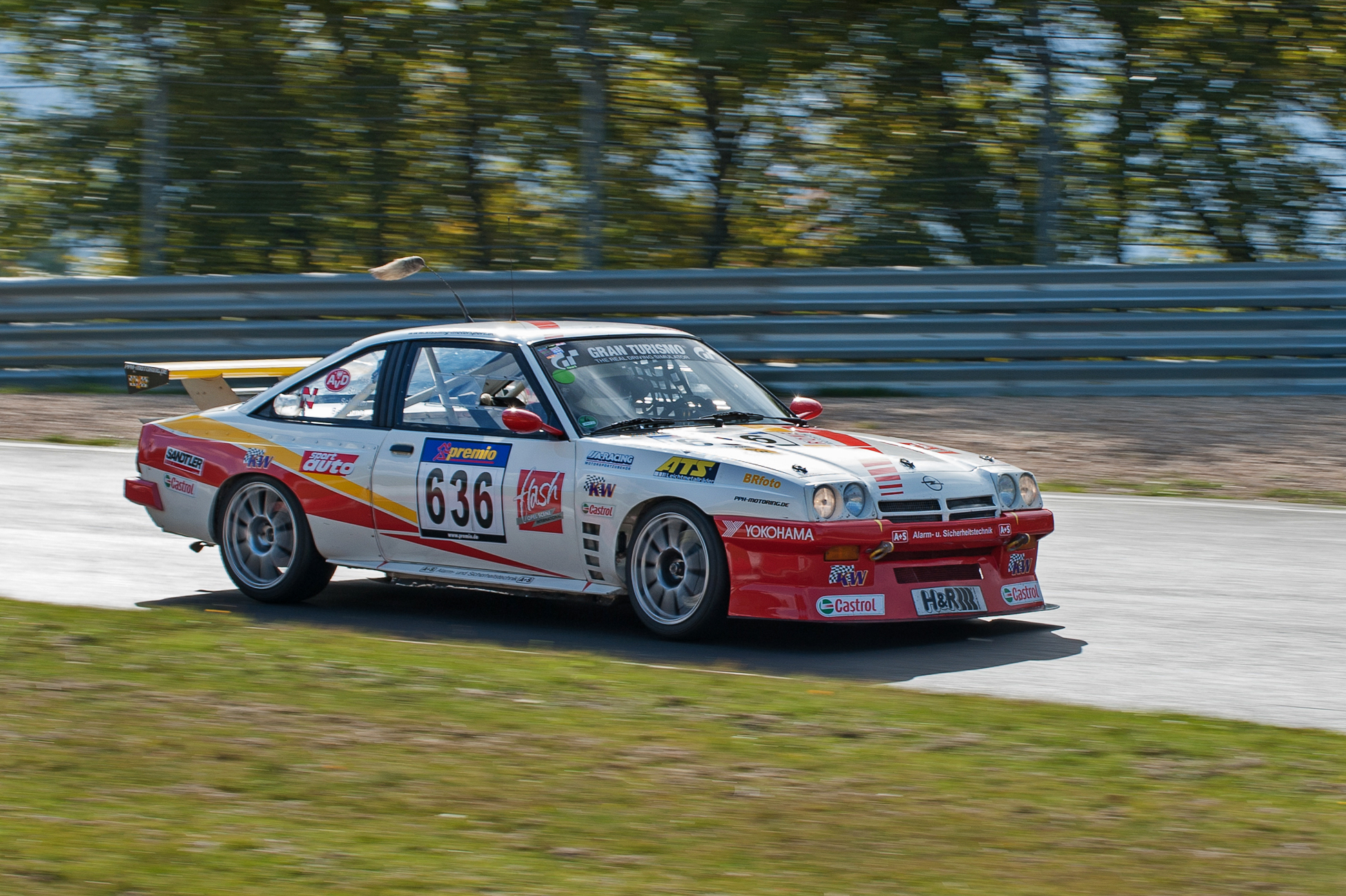
Kissling Manta B, VLN September 2012

Kissling Motorsport war ein Tuner und Motorsport-Team aus Bad Münstereifel, das über 40 Jahre bis 2019 bestand.

## Geschichte
Gegründet wurde es 1977 von Helmut Kissling und seiner Frau. Nach deren Tod führte es der Vater mit seinem Sohn Stefan Kissling. Es gewann 20 Meisterschaften, darunter die VLN Langstreckenmeisterschaft Nürburgring 1993, 2001, 2003 und 2007, und hatte über 600 Einzelerfolge mit Opel-Fahrzeugen. So wurden Kadett, GT, Vectra, Omega, Corsa mit Tigra oder Speedster zur Rennreife entwickelt. 1988 führte Kissling mit dem Omega 24 V die Vierventiltechnik ein; er wird als Vorläufer des 1990 bis 1993 in der DTM eingesetzten Omega gesehen.
Dazu gehören ein 187 kW (255 PS) starker und nur 930 kg schwerer Opel Manta B, der seit 1994 bei 24-Stunden-Rennen der VLN eingesetzt und nach dem Ende von Kissling Motorsport unter anderem mit Volker Strycek als Pilot weitergefahren wird, und der 221 kW (300 PS) starke Opel Astra OPC für den Markenpokal.
Im September 2018 gewann Harald Proczyk in Zusammenarbeit mit Kissling auf einem Opel Astra die deutsche TCR.
Das Ende von Kissling Motorsport beruht neben gesundheitlichen Gründen von Helmut Kissling auf ausgebliebener Unterstützung von Opel, nachdem Opel von PSA übernommen worden war.